# GC녹십자
GC녹십자는 대한민국의 코스피에 등록되어 있는 의약품 제조기업으로 혈액분획제제와 백신제제에 중점을 두고 있다.

## 연혁
- 1967년 10월 수도미생물약품으로 설립
- 1969년 1월 사명을 수도미생물약품에서 극동제약으로 변경
- 1969년 11월 상아제약 설립
- 1971년 10월 사명을 극동제약에서 녹십자로 변경
- 1971년 11월 혈액분획제제 공장 준공, 혈액분획제제 생산 시작
- 1973년 대한민국에서는 최초로 혈전용해제 유로키나제 생산 시작
- 1976년 대한민국 최초로 홍역예방 주사제 미즐박스 생산 시작
- 1978년 8월 기업 공개(자본금 12억 원, 발행주식총수 24만 주) 단행
- 1980년 서울 서초 본사 사옥 준공
- 1981년 일본 미카사제약社 기술제휴으로 습포제 제놀 출시
- 1983년 세계 세 번째로 B형간염백신(헤파박스-B) 개발 성공
- 1983년 B형간염백신 헤파박스-B 출시 이후 간염추방 캠페인 TV광고 시작
- 1984년 과학기술부 승인 제1호 민간연구재단 녹십자연구소 설립
- 1984년 위십이지장궤양치료제 데놀 출시
- 1985년 재단법인 녹십자연구소를 목암생명공학연구소로 개칭
- 1986년 저칼로리 고급 감미료 그린스위트 출시
- 1987년 대한민국 최초로 AIDS진단시약 개발 성공
- 1987년 B형간염백신 헤파박스-B 1000만병 생산돌파
- 1988년 세계 최초로 유행성출혈열 백신(한타박스) 개발 성공
- 1989년 일본녹십자과 50:50 합작으로 미쓰비시다나베파마코리아 설립
- 1991년 녹십자 데놀이 제1회 SBS 광고대상 의약품부문 수상작 수상
- 1992년 저칼로리 감미료 브랜드 그린스위트를 녹십자→미원(대상주식회사)으로 양도
- 1993년 수두백신 세계에서 2번째로 개발 성공, B형 간염백신(헤파박스-B) 수출누계 3천만 도즈(dose, 1회 접종량) 돌파
- 1995년 중국에 안휘녹십자생물제품유한공사 설립, 인도네시아에 B형간염백신 공장 준공
- 1995년 주식회사 녹십자 살충제사업부 녹십자양행 설립
- 1999년 경기도 용인시 기흥구 보정동에 본사 사옥 준공
- 2000년 주식회사 녹십자 살충제사업부 녹십자양행 매각
- 2001년 지주회사 체제로 전환 및 상아제약 인수
- 2003년 사명을 상아제약에서 녹십자상아로 변경
- 2004년 본점을 충청북도 음성군 금왕읍에서 경기도 용인시 기흥구 구성동으로 이전.
- 2004년 사명을 녹십자상아에서 녹십자로 변경
- 2008년 세계에서 4번째로 개발된 유전자재조합 혈우병치료제 그린진 신약 품목허가 획득
- 2009년 아시아 최대 규모 혈액분획제제 및 유전자재조합제제 생산시설 오창공장 준공
- 2009년 대한민국 유일 백신 전문 공장인 화순공장 준공, 세계에서 12번째로 독감백신 자급자족 실현 대한민국 최초로 개발된 계절 독감백신 지씨플루 식약청 허가 획득 ,신종플루 백신 그린플루-에스 세계 8번째 판매 허가 획득 미국 내 자회사 GCAM을 설립, 미국 캘리포니아주의 혈액원 인수, 선대회장 故 허영섭 작고, 2대회장 허일섭 취임
- 2011년 독감백신 지씨플루 대한민국 최초이자 세계에서 4번째로 세계보건기구(WHO)의 Pre-Qualification(PQ)(사전품질인증) 승인 획득
- 2011년 천연물 신약 소염진통 치료제 신바로 개발
- 2012년 세계 2번째 헌터증후군 치료제 헌터라제가 품목 허가 획득, PAHO(범美 보건기구)에 2,000만 달러 규모의 계절 독감백신 수출
- 2012년 프랑스 United Pharmaceutical社 프리미엄 맞춤형분유 노발락 도입 계약체결
- 2015년 세계 4번째 4가 독감백신 개발
- 2015년 국내 최초 조류인플루엔자 백신 개발
- 2016년 4가 독감백신 지씨플루쿼드리밸런트 WHO QP승인
- 2017년 녹십자 창립 50주년 기념
- 2017년 국내 기업 첫 북미 바이오공장 GCBT 준공
- 2017년 유전자 재조합 공법으로 만든 B형 간염 면역글로불린 백신 헤파빅-진(GC1102) 개발
- 2018년 사명을 녹십자에서 GC녹십자로 변경[3]
- 2018년 B형 간염 면역글로불린 백신 헤파빅-진(GC1102) 임상시험 돌입
- 2018년 GC녹십자-한국다케다제약 화이투벤과 알보칠 판권 계약 체결
- 2019년 4가 독감백신 GC플루 시장 점유율 1위 및 2억 도즈 생산 돌파
- 2020년 유기농 식물성 프로틴 올게인 시리즈 출시
- 2021년 질병관리청와 미국 모더나社 코로나19 백신 유통계약 체결

## 제품
- 헤파빅-진(구,헤파박스-B/헤파박스-진)
- 한타박스
- 그린진에프
- 수두박스
- GC플루
- 페라미플루
- 그린플라스트큐
- 데놀
- 제놀
- 베이비 립크림
- 라바립케어
- 유락신연고 (제조자 : ㈜퍼슨)
- 하이간
- 비맥스 (제조허가 및 제조의뢰원 : (유)한풍제약)
- 써버쿨 (제조의뢰원 : 동성제약㈜)
  - 써버쿨 플라스타 (제조자 : 대화제약㈜, 제조의뢰원 : 진양제약㈜)
- 티라노 골드
- 녹십자코큐텐비타
- 노발락 (프랑스 United Pharmaceuticals사 분유브랜드)
- 올게인
- 알보칠 (제조허가 및 제조의뢰원 : 셀트리온제약)
- 모더나 코로나19 백신 (수입제조원 : 모더나코리아, 제조허가 : 삼성바이오로직스)
- 백세로 수막구균 백신 (수입제조원 : 글락소스미스클라인, 공동판매원 : 광동제약)

## 단종 제품
- 뇌염백신
- 바리오연고
- 그린스위트(현,대상주식회사으로 판매이관)
- 제놀스틱
- 유락신로션
- 데놀액
- 녹우 우황청심원
- 십자표 우황청심원/십자표 원방 우황청심원
- 치선액 (현,㈜퍼슨에서 제조판매이관)
- 어린이 백초
- 젠 (옛,상아제약에서 제조 및 판매된 동식물 자양강장제)
- 제노킨
- 키토산음료 유
- 백초DS 시럽
- 메가홀빈
- 제로파
- 싸프만
- 마이드린캅셀
- 미즐박스
- 편차황
- 유로키나제
- 인터페론안약
- 로취제로
- 립플러스
- 그린콜
- 화이투벤 (현, 동화약품으로 판매이관)
- P-D.T.Vax

## 본점 및 지점 현황
- 본점: 경기도 용인시 기흥구 이현로30번길 107 (보정동)
- 음성지점: 충청북도 음성군 금왕읍 무극로65번길 26
- 오창지점: 충청북도 청주시 청원구 오창읍 과학산업2로 586
- 화순지점: 전라남도 화순군 화순읍 산단길 40